# ساتسوئو یاماموتو
ساتسوئو یاماموتو (به ژاپنی: 山本 薩夫 Yamamoto Satsuo)؛ (۱۵ ژوئیهٔ ۱۹۱۰ – ۱۱ اوت ۱۹۸۳) کارگردان فیلم اهل ژاپن بود. از فیلم‌های او می‌توان به شیروی کیوتو اشاره کرد.